# Sigikid
Sigikid (Eigenschreibweise: sigikid) ist ein deutscher Hersteller von Kuscheltieren, Spielzeug und Kinderkleidung aus Mistelbach bei Bayreuth.

## Geschichte
Die Marke Sigikid gehört zur H. Scharrer & Koch GmbH & Co. KG. Das Unternehmen geht zurück auf den Nürnberger Kaufmann Heinrich Scharrer, der im Jahr 1856 in Bayreuth eine Filiale seines Nürnberger Handelsgeschäfts für Glasperlen, Spiegel und Spielwaren eröffnete. Kurz darauf trat Christian Koch in das Unternehmen ein, der auch Scharrers Tochter heiratete.
Nach mehreren Eigentümerwechseln ging das Unternehmen im Jahr 1968 auf Sigrid Gottstein über. Zusammen mit ihrem Mann Josef entwickelte sie die Marke sigikid für hochwertige Kinderbekleidung. Den Begriff leitete sie aus ihrem Vornamen und dem amerikanischen Wort „kid“ für „Kind“ ab. Aus den Schnittresten der Herstellung wurden kleine Stoffspielzeuge gefertigt. Die daraus entwickelte Gestaltung mit verschiedenen Stoffmustern wurde zum Markenzeichen und wird bis heute beibehalten. Im Jahr 1972 wurde die Produktion nach Mistelbach verlagert. Heute befindet sich die Produktion vollständig im Ausland.
Die Geschwister Axel und Eva Gottstein übernahmen die Führung in vierter Generation im Jahr 1998.

## Unternehmen
Die Firma beschäftigt rund 200 Mitarbeiter in Deutschland und produziert daneben auch in Rumänien, Moldawien, Indien und China. Der Umsatz liegt bei rund 19,4 Millionen Euro (2014).

## Produkte
Das Unternehmen vertreibt vor allem Baby- und Kinderspielzeug, Kuscheltiere, Taschen, Kinder-Ausstattung und Kindermode.